# Rudy Youngblood
Rudy Youngblood (ur. 21 września 1982 w Belton) – amerykański aktor, muzyk, tancerz i producent pochodzenia indiańskiego. Jego przodkowie wywodzili się z plemion Komanczów, Kri i Yauqui.

## Życiorys
Urodził się w Belton w Teksasie, gdzie w 2000 ukończył Belton High School. Dorastał z dwiema młodszymi siostrami. Wychowywała go samotna matka. W wieku dziesięciu lat rozpoczął pracę na budowach, gdzie uczył się stolarki, układania cegieł i innych umiejętności. W szkole średniej trenował boks i lekkoatletykę. Często chodził do kina i stał się jego fanem. Po ukończeniu szkoły, otrzymał stypendia Fulbrighta dla głównych szkół artystycznych i lekkoatletycznych, ale zamiast tego wybrał taniec indiański. Występował z American Indian Dance Theatre.
W 2006, podczas castingu, Youngblood został wybrany przez reżysera Mela Gibsona do odegrania wiodącej roli Łapy Jaguara w dramacie przygodowym Apocalypto, w którym również wykonał własne akrobacje. Nauczył się języka maya, aby wystąpić w filmie w plemieniu, w którym cały dialog prowadzony był w języku Majów. Za swoją pracę w filmie zdobył nagrodę dla najlepszego aktora podczas 15. dorocznych nagród First Americans in the Arts.

## Filmografia
| Rok  | Tytuł                                     | Rola                          | Reżyser             |
| ---- | ----------------------------------------- | ----------------------------- | ------------------- |
| 2005 | Spirit: The Seventh Fire (wideo)          | obrońca wojowników            | David Dahlman       |
| 2006 | Apocalypto                                | Łapa Jaguara                  | Mel Gibson          |
| 2010 | Beatdown                                  | Brandon Becker                | Mike Gunther        |
| 2012 | Into the Americas                         | Toowin                        | Olivier Megaton     |
| 2015 | Wind Walkers                              | Matty Kingston                | Russell Friedenberg |
| 2015 | Amnesia (serial TV) odc. „Awakening”      | Chayton                       | John Wayne Bosley   |
| 2015 | Shepherd's Blade (film krótkometrażowy)   | Draven                        | Alex Popov          |
| 2016 | Śmiertelne zlecenie (Crossing Point)      | Mateo                         | Daniel Zirilli      |
| 2018 | Wyniszczenie (Attrition)                  | Infidel                       | Mathieu Weschler    |
| 2018 | American Mythos (serial TV) odc. „Mythos” | Elijah One Tooth              | Michael Nankin      |
| 2019 | Hell on the Border                        | Rufus Buck / John Whittington | Wes Miller          |